# سيدة المزرعة
(سيدة المزرعة) أو «ماتِنسانيش» سلسلة درامية ورومانسية تركية مقتبسة من رواية الكاتب التركي أورهان كمال، كما تم دبلجته إلى العربية أولها اللهجة المغربية تحت عنوان «ماتنسانيش» وعرض حصريا على قناة 2mTv، وأيضا اللهجة السورية وبثتها قنوات عربية عديدة.
قدرت ميزانية إنتاج المسلسل ب 1.8 مليون ليرة تركية وتعتبر من أكبر الإنتاجات التركية.
ويصور الفيلم الذي تدور أحداثه بمدينة أضنة التفاوت الطبقي الصارخ داخل مكونات المجتمع التركي، حيث يعمل الفقراء والخدم لدى سياسيين أثرياء ورغم اختلافهم في كل شيء إلا أن الحب يجمعهما.

## القصة
تدور أحداث القصة حول فتاة فقيرة تدعى لولو (خلود) التي تعمل في مصنع مزفر بيك (منتصر)، تقع لولو في حب كمال وهم يعملان في نفس المصنع يحلمان دائما بالزواج لكن أباها واخاها يمنعان هذا الحب ويريدان ان يزوجا خلود بنزار (محمود) ابن اخت صاحب المصنع طمعا فيه وفي أموال خاله. لولو لا تتحمل ارغامات أبيها على الزواج بنزار مما يدفعها للهرب مع كمال وتتطور أحدات المسلسل فيدخل كمال إلى السجن لتقرر لولو الزواج بنزار (محمود)، عند ذهابهما إلى مزرعة مزفر بيك (منتصر) للعيش هناك يقع مزفر بيك في حب لولو فيتزوجها عوض نزار فتقع هي الأخرى في حبه ويعيشان سعداء في المزرعة إلى أن يغتال مزفر بيك ويقتل من طرف حمزة أخ لولو بعد عدة مساءلات مع حمزة عند الشرطة يعترف حمزة بان زكائي شريك مزفر هو الذي أرغم حمزة على القيام بهدا الأمر البشع. بينما خالدة (خديجة) أخت مزفر ونزار ابن اخته يقرران متابعة لولو في المحكمة ليتمكنان من اخد نصيبهما من ثروة مزفر بيك وتدور أحداث القصة بمدينة أضنة سنة 1950·

## توزيع الأدوار
| الممثل                         | دوره           | دوره في الدبلجة المغربية |
| ------------------------------ | -------------- | ------------------------ |
| محمد اصلانتو Mehmet Aslantuğ   | مزفر Muzaffer  | منتصر                    |
| اوزغو نامال Özgü Namal         | لولو Güllü     | خلود وغيرته لتصبح سراب   |
| جانر جيندروك Caner Cindoruk    | كمال Kemal     | كمال                     |
| ايبرو اوزكان Ebru Özkan        | خالدة Halide   | خديجة                    |
| تودشي اورساي tuğçe ersoy       | فايزة Pakize   | كنزة                     |
| محمد شفيق Mehmet Çevik         | سمير Cemşir    | سمير                     |
| هاكي بيشيشي haki biçici        | حمزة Hamza     | حمزة                     |
| هاكان بوياف hakan boyav        | رشيد Reşit     | رشيد                     |
| أفريم سولماز Evrim Solmaz      | شميكار Gulizar | انتصار                   |
| فكرت كوشكان Fikret Kuşkan      | أورهان Orhan   | عمران                    |
| نجيب ميميلي Necip Memili       | رمضان Ramazan  | محمود                    |
| علي سالكناركار Ali Düşenkalkar | حافظ           | جمال                     |
| غوزده كانسو Gozde Kansu        | سحر Seher      | سهير                     |

## البث الدولي
- إيران على PMC بعنوان عمارت سراب
- باكستان على Hum Sitaray بعنوان Wadi e Ishq
- قبرص الشمالية على كانال دي بعنوان Hanımın Çiftliği
- مقدونيا على Kanal 5 and A1 بعنوان Имотот на дамата
- صربيا on RTV Pink as Nasleđe jedne dame
- الجبل الأسود على Pink M بعنوان Nasleđe jedne dame
- البوسنة والهرسك على Pink BH بعنوان Nasleđe jedne dame
- كرواتيا على Nova TV and Doma TV بعنوان Polja nade
- المغرب على 2M TV بعنوان ماتنسانيش
- الإمارات العربية المتحدة على دبي وان بعنوان سيدة المزرعة
- مصر على قناة الحياة بعنوان سيدة المزرعة
- تونس على Nessma TV بعنوان سيدة المزرعة
- لبنان على Future TV بعنوان سيدة المزرعة
- رومانيا على Kanal D بعنوان Stăpâna inimii

## روابط خارجية
- سيدة المزرعة على موقع IMDb (الإنجليزية)
- سيدة المزرعة على موقع قاعدة بيانات الأفلام العربية
- سيدة المزرعة على موقع كينوبويسك (الروسية)
- سيدة المزرعة على موقع ألو سيني (الفرنسية)
- سيدة المزرعة على موقع قاعدة بيانات الفيلم (الإنجليزية)